# 주동티모르 대한민국 대사관
주동티모르 대한민국 대사관(포르투갈어: Embaixada da República da Coreia em Timor-Leste, 테툼어: Embaixada Repúblika Korea ba Timor-Leste)은 2001년 동티모르 딜리에 개설된 대한민국 외교부 소속의 대사관이다.

## 역사
대한민국과 동티모르는 2002년 5월 20일에 동티모르에 대한 정부 승인 및 대사급 외교관계 수립에 합의하였다. 동티모르는 2002년 5월 20일에 인도네시아로부터 독립을 회복함과 동시에 대한민국과 수교했다. 대한민국 정부는 2001년 6월 25일에 동티모르 딜리에 주동티모르 대한민국 대표부를 설립했고 2002년 8월 8일을 기해 주동티모르 대한민국 대사관으로 승격되었다. 동티모르 정부는 2009년 2월 24일에 대한민국 서울에 주한 동티모르 대사관을 설립했다.

## 같이 보기
- 대한민국-동티모르 관계